# 卡美拉2 雷吉翁襲來
《卡美拉2 雷吉翁襲來》（日語：ガメラ2 レギオン襲来）是1996年由金子修介導演、伊藤和典編劇，樋口真嗣負責特效的日本特攝怪獸電影。 它是卡美拉電影系列的第十部作品，也是「平成卡美拉系列」的第二部，本片由永島敏行、水野美紀、石橋保、吹越満、藤谷文子主演，大橋明飾演卡美拉。
該部電影設定在前作《卡美拉 大怪獸空中決戰》一年後的日本，描繪了來自宇宙的怪獸軍團、自衛隊和卡美拉之間的戰鬥。電影於1996年7月13日上映後受到高度评价，並在1997年的第28回星雲賞獲得电影·表演·多媒体部门受賞，此外該部第一部獲得日本科幻大會SF大賞的怪獸電影。

## 概要
本片是由金子修介執導的平成卡美拉系列（即「平成三部曲」）的第二部。故事以前作《卡美拉 大怪獸空中決戰》（以下稱為「1」）之後一年的日本為背景，描繪宇宙怪獸雷吉翁與自衛隊及卡美拉的戰鬥。最初，敵人怪獸的候選名單包括吉隆和大型巴爾貢，但最終未採用，改為選擇了一個全新的宇宙怪獸以便自由發揮創意。
在下一部《卡美拉3 邪神覺醒》（以下稱為「3」）中，直接提及了本作品中的事件，特別是本作品中結局部分的發展與「3」中的事件有很大關聯。雖然本作是《1》（1995年）的時間線延續，但故事的相關性不多。本作上映後，票房收入曾接近10億日元，但後來放緩，最終達到7億日元的結果，觀眾人數達到120萬人。
1996年，本作獲得第17屆日本科幻大獎。1997年，本作獲得第28屆星雲獎電影戲劇部門和媒體部門獎，成為首部獲得日本科幻大獎的電影。
為紀念伽瑪拉誕生55週年，2021年2月11日上映了4K HDR版本，杜比影院版在劇院期間限定放映。

## 劇情概要
在與卡歐斯戰鬥一年後的冬天，北海道出現了流星雨，其中一顆流星落在支笏湖西北約1公里處的惠庭岳附近。隕石落下後，陸上自衛隊第11師團的化學防護小隊立即出動，並派遣來自大宮駐屯地的二等陸佐渡良瀨佑介和一等陸尉花谷等人前往現場進行調查。儘管全力搜索，仍未找到隕石本體，但著陸瞬間的制動痕跡顯示隕石可能自行移動，並在現場和遙遠的雪原之間留下了移動痕跡。同時，札幌市青少年科學館的學術員工穗波碧在調查綠色極光時遇到了渡良瀨等人，他表示隕石可能具有自我移動的能力。與此相應，附近出現了啤酒廠的玻璃瓶和NTT的光纖網消失的怪異現象，發生地點逐漸向札幌市方向移動。
在隕石落下的第五天，事件的元兇終於現身。在札幌市營地下鐵南北線的隧道內，一列火車被神秘生物襲擊，與此同時，高達數十米的巨大植物從薄野的百貨公司中突兀出現。渡良瀨追查怪現象時，目睹了長達3米的昆蟲或甲殼類奇怪生物的巨大群體。這些奇怪生物（群體）和巨大植物（草體）隨流星群來到地球，被認為處於共生關係。群體攝取玻璃和土壤中的矽元素，分解過程中產生大量氧氣供給草體生長。然而在高濃度氧環境，大部分地球生物將面臨氧气中毒而死亡。自衛隊立即決定炸毀草體，穗波推測草體會透過將種子發射到太空中來繁殖。電腦模擬的草體爆炸威力足以摧毀札幌。
在札幌進行草體爆破準備時，卡美拉從三陸沖浮出飛來，並用等離子火球粉碎草體。然而隨即從地下冒出無數群體，將更巨大的卡美拉覆蓋住。花谷從聖經的一節經文中將這些群體命名為「雷吉翁」。當卡美拉無法承受群體的攻擊而撤退後，一個有翅膀的巨大雷吉翁從地下出現。航空自衛隊緊急派出的F-15J战斗机在津轻海峡擊落巨大雷吉翁，但只在海上發現翅膀的一部分。
穗波和NTT北海道的技術員帶津認為雷吉翁是宇宙生物，並協助渡良瀨解明雷吉翁的生態。透過解剖結果和對札幌事件的分析，渡良瀨等人推測雷吉翁透過電磁波進行沟通，並將發射電磁波的物體視為敵人並進行攻擊。這暗示了電磁波密集的城市可能成為雷吉翁的目標。此時，在仙台市出現一個新的草體。由於仙台比札幌氣候溫暖，草體迅速的生長導致仙台市發布撤離命令。此時，曾與卡美拉相互聯繫的少女草薙淺黃正在當地參加滑雪旅行。並剛好和穗波在霞目駐屯地搭乘同一批撤離民眾的陸上自衛隊CH-47 契努克。然而，卡美拉突然飛來試圖驅逐草體，但在機場卻出現巨大白色鎌狀物體，一個來自地下的巨大雷吉翁出現與卡美拉展開交戰，導致直升機無法起飛。卡美拉為了保護直升機與巨大雷吉翁戰鬥，但因草體的壓制而苦戰。直升機最終起飛逃離險境，但卡美拉在面對放出強烈光線的巨大雷吉翁，受到巨大壓力並被周邊爆炸波及，巨大雷吉翁則消失在地下。滿身傷痕的卡美拉前往草體的所在地，雖然阻止了種子發射，但未能阻止爆炸，仙台因此遭受毀滅。卡美拉全身碳化，停止活動。
由於卡美拉再次阻止了雷吉翁的種子發射失敗，預計雷吉翁將目標轉向電波密集的東京。之前，自衛隊以災害派遣為理由行動，日本政府則下令自衛隊進行防衛出動，並在雷吉翁預期行進路線上設立防衛線。巨型雷吉翁在足利市現身。自衛隊從空中和陸地全面進攻，但無法對巨型雷吉翁攻擊，最終第一道防線被突破。一方面，在仙台，穗波、淺黃與孩子們聚集起來，祈禱卡美拉復活。他們的祈禱透過淺黃的勾玉傳遞給卡美拉。勾玉但仿佛祈禱通達般碎裂，使得卡瑪拉復活，
花谷預測巨型雷吉翁將以群體雷吉翁迎擊卡美拉，建議師團長支援卡美拉，但師團長猶豫不決。另一方面，卡美拉到達第二道防線前的巨型雷吉翁，立刻連續發射等離子火球，但被巨型雷吉翁以干擾波爪消除，且遭到微波光束和巨體壓制。卡美拉的奮鬥阻止了巨型雷吉翁的前進，促使自衛隊行動支援卡美拉，集中攻擊雷吉翁的頭部，雷吉翁無法完全消除等離子火球，戰況開始好轉。
帶津實施了誘導群體雷吉翁的計劃。他說服名崎發射所的工作人員將電波發射設備以最大功率運行，成功將前往卡美拉的群體雷吉翁引誘到名崎發射所的天線。帶津和工作人員遭到小型雷吉翁的襲擊，但渡良瀨及時趕到化解危機。隨後，渡良瀨安排的AH-1S部隊進行火箭彈攻擊，清除了群聚在天線上的小型雷吉翁。巨型雷吉翁在發射微波射線後被卡美拉折斷觸角，然而在隨後再次復活。卡美拉再次被鞭狀觸手穿透，但在巨型雷吉翁即將到達自衛隊的最終防線前，卡美拉重新站起仰天怒吼。隨著光環聚集在伽瑪拉周圍，卡美拉打開腹部發射巨大的等離子光線，將巨型雷吉翁粉碎。
在溫暖的晨光中，結束戰鬥的卡美拉噴射而去。自衛隊的作戰指揮所內，隊員們以敬禮目送卡美拉。

## 登場怪獸
- 卡美拉
- 雷吉翁

## 登場角色
渡良瀬佑介（わたらせ ゆうすけ）
飾演者：永島敏行
本作品的主角。陸上自衛隊二等陸佐，被分配到大宮駐屯地。專業為化學科。他派往隕石墜落現場，在那裡遇到穗波碧並與她一起調查事件。為了保護合作夥伴、仍然是平民的穗波，他讓他乘坐直升機並擔心她的家人。為前往與雷吉翁作戰的途中，他默默接受了穗波的祈願，回以敬禮。
劇中有他穿著制服或便服行動的場景。通常他不會在前線作戰，但在雷吉翁出現在札幌時，他在沒有出動命令的情況下自行指揮部隊前往市內進行地鐵站內調查，表現出極為積極的行動。後期的雷吉翁戰中，他仍然保持積極的態度，前往名崎發射所協助對戰車直升機部隊指揮戰鬥，並用9毫米手槍與一隻小型雷吉翁進行近距離戰鬥。
穗波碧（ほなみ みどり）
飾演者：水野美紀
本作品的女主角。札幌市青少年科學館學術員。在調查隕石時遇到渡良瀨，與他一起協助調查雷吉翁並揭開謎團。她前往霞目駐屯地以避難，但被捲入了卡美拉和雷吉翁的戰鬥，並與淺黃相遇。之後，他祈願渡良瀨的平安並送他上前線，隨後與淺黃前往卡美拉所在之處。
卡美拉拯救了人類之後，穗波向帶津表示『卡美拉是在保護地球和其生態系統的戰鬥中得勝的。如果人類擾亂生態系統，卡美拉可能會摧毀人類。』並得出結論：卡美拉是地球的守護神，但不一定是人類的保護者。
她家裡經營著一家藥店。並對昆蟲生態學有深厚的見解，包括葉割螞蟻與真菌的共生以及蜜蜂的費洛蒙等，經常為渡良瀨提供建議。
花谷（はなたに）
飾演者：石橋保
陸上自衛隊一等陸尉。經常與渡良瀨一起行動。最初對渡良瀨沒有出動命令卻擅自調動部隊感到憤怒，並表示「必須向上級報告」。然而，看到地下鐵內異常環境（異常氣壓和正常4倍以上的氧氣濃度）的數據，並目睹雷吉翁的活動後，他意識到情況的嚴重性。
他對神話很有研究，將啤酒瓶消失比作酒神巴克科斯。看到伽瑪拉被士兵雷吉翁的群體包圍時，他背誦《馬可福音》5章9節，為雷吉翁命名。在足利的卡美拉戰爭中，他認為卡美拉的失敗將意味著人類的滅亡，因此建議師團長支援卡美拉。然而，他的提議一開始被懷疑的師團長拒絕。
帶津（おびつ）
飾演者：吹越滿
NTT北海道網路營運中心的工程師，戴著眼鏡，身材瘦削。他表現出對穗波有好感。負責解釋雷吉翁透過電磁波溝通以及相關模式等理論背景。
由於是平民，在戰鬥開始後與渡良瀨等人分開，但他繼續提供個人支持，如要求名崎發射站最大功率發射電波以引導小型雷吉翁，並在工作人員因恐懼而試圖停止發射時進行阻止，以支持卡美拉。
草薙淺黃（くさなぎ あさぎ）
飾演者：藤谷文子
能與卡美拉心靈相通的高中生。他與朋友雪乃前往霞目駐屯地避難時遇到了卡美拉，並被捲入與雷吉翁的戰鬥。之後，他與偶然遇到的穗波一同前往卡美拉所在之處。隨身攜帶勾玉，但在卡美拉在仙台復活的同時，勾玉碎裂。
在前作中登場的父親直哉目前正在紐約。在穗波研究的資料中，可以看到他曾經任職的保險公司的名字是Kyushu。另外，其他兩位人物米盛良成和長峰真弓正在研究加奧斯的遷徙。
大迫力（おおさこ つとむ）
飾演者：螢雪次朗
為了忘記對卡奧斯的恐懼，他辭去了警察工作，轉而從事畜牧業，但由於辛苦而無法堅持，最終成為啤酒工廠的保全。巡邏時遇到小型雷吉翁的群體，再次體驗異生物帶來的恐怖。 他也因過去與卡奧斯的接觸而被警方懷疑，導致他深受創傷。在本作品中，他被稱為「啤酒工廠的大迫保安」。
長峰真弓（ながみね まゆみ）
演員：中山忍（寫真）
在前作《1》和次作《3》中登場的鳥類學者，他在前作中與大迫一起發現了加奧斯。在本作中她沒有直接登場，但自從《1》之後，她繼續研究卡歐斯，穗波的房間裡有她關於卡歐斯的書《與怪鳥相遇之日》。 他的其他著作還包括《卡歐斯生存的可能性》。
- 多年後，中山和金子在平成三部曲的4K數位修復版放映期間透露，中山在聽說本作要製作時，給金子寫了一封充滿熱情的長信，希望出演該片，但由於雷吉翁是外星怪獸，沒有理由讓鳥類學家登場，因此金子讓中山只以照片形式出現。[5]

## 演員
- 渡良瀬佑介：永島敏行
- 穗波碧：水野美紀
- 花谷：石橋保（日语：石橋保）
- 帶津：吹越滿
- 草薙淺黃：藤谷文子（日语：藤谷文子）
- 大迫力：螢雪次朗（日语：螢雪次朗）
- 真野：梶原善（日语：梶原善）
- 地下鐵司機（石田）：田口智朗（日语：田口トモロヲ）
- 雪乃：坂野友香（日语：坂野友香）
- 北海道大學獸醫系教授：養老孟司（日语：養老孟司）
- 佐竹一等陸佐：長谷川初範
- NTT名崎送信所職員：拉沙爾石井
- 野尻明雄：川津祐介（日语：川津祐介）
- 碧的父親：孟加拉貓(演員)（日语：ベンガル_(俳優)）
- 碧的母親：角替和枝（日语：角替和枝）
- 笹井：沖田浩之（日语：沖田浩之）
- 航空自衛隊空曹長：小林昭二
- 大野一等陸佐：渡邊裕之
- 坂東陸將：辻萬長（日语：辻萬長）
- 札幌大通公園指揮所・連隊長：大河内浩（日语：大河内浩）
- 自走榴彈砲車長：高杉俊介（日语：高杉俊价）
- 內閣官房長官：德間康快
- 札幌・機動隊小隊長：梅垣義明（日语：梅垣義明）
- 銭湯的學生：田口浩正（日语：田口浩正）
- 仙台監視據點連隊長：信實一德
- 札幌地下鐵普通科小隊長：長森雅人（日语：長森雅人）
- 抓住電線桿的隊員：栩野幸知（日语：栩野幸知）
- 護衛艦海霧・航海指揮官：俵木藤汰（日语：俵木藤汰）
- 運輸直升機機長：宇納佑（日语：宇納佑）
- 防衛據點・戦鬥指揮所通信員：高杉新兵衛（日语：高杉新兵衛）、小和田貢平（日语：小和田貢平）
- 札幌現場記者：小松美幸（日语：小松みゆき）
- 札幌新聞直升機攝影師：根岸大介（日语：根岸大介）
- 館林・新聞直升機記者：三輪優子（日语：三輪優子）
- 仙台的母親：川津花
- 仙台的少女：前田亞季
- 臨時新聞主播：關谷亞矢子（日语：関谷亜矢子）
- 報導番組主播：藪本雅子（日语：藪本雅子）
- 札幌市職員：鈴井貴之（日语：鈴井貴之）（客串）
- 札幌地鐵的乘客：大泉洋（客串）
- 自衛隊員：安田顯（客串）
- 與碧接觸的少女：西島圓（日语：西島まどか）
- 卡美拉對策特設本部操作員：北川久仁子（日语：北川久仁子）
- 札幌電視台記者：今中麻貴（日语：今中麻貴）、明石英一郎（日语：明石英一郎）
- 宮城電視台記者：水本豊（日语：水本豊）、小山田明美（日语：小山田明美）、福留功男（日语：福留功男）

### 怪獸演員
- 卡美拉：大橋明
- 巨大雷吉翁：吉田瑞穗、田村浩一、佐々木俊宜
- 軍隊雷吉翁：秋山智彥、小林勇治、渡部佳幸、中田晶宏

## 製作人員
- 製作總指揮：德間康快
- 導演：金子修介
- 編劇：伊藤和典
- 特效導演：樋口真嗣
- 怪獸造型：原口智生（日语：原口智生）
- 怪獸設計：前田真宏、樋口真嗣
- 群體軍團造型：若狹新一（日语：若狹新一） 等
- 巨大軍團造型：品田冬樹（日语：品田冬樹）、山部拓也、關根研一 等
- 團體軍團機械設計：江久保暢宏
- 3D數位特效與預告片製作：佐藤敦紀（日语：佐藤敦紀）
- 音樂：大谷幸
- 攝影：戶澤潤一
- 照明：吉角荘介
- 美術：及川一
- 錄音：橋本泰夫（日语：橋本泰夫）
- 編輯：荒川鎮雄（日语：荒川鎮雄）
- 助理導演：片島章三、村上秀晃、佐藤太、木村尚（日语：木村尚）
- 裝飾：長谷川圭一、金子英司
- 音響效果：伊藤進一（日语：伊藤進一）、小島彩
- 影像提供：Light Vision、Map System Company、東洋攝影中心、Horipro
- 槍械效果：栩野幸知（日语：栩野幸知）
- 攝影師：原田大三郎（日语：原田大三郎）
- 攝影棚：大映攝影棚（日语：大映スタジオ）、日活攝影棚（日语：日活撮影所）
- 顯影：IMAGICA

特殊技術
- - 攝影：木所寬
  - 照明：林方谷
  - 美術：三池敏夫（日语：三池敏夫）
  - 操演：根岸泉
  - 編輯：普島信一（日语：普島信一）
  - 副導演：神谷誠（日语：神谷誠）、中崎一嘉、太田圭介
  - 視覺效果：松本肇（日语：松本肇）
- 特別協助：防衛廳、札幌市交通局、札幌市青少年科學館（日语：札幌市青少年科学館）、NTT北海道分公司、北海道新聞社、札幌電視台、宮城電視台
- 贊助：亀田製果（日语：亀田製菓）
- 宣傳協助：豐島園
- 製片：土川勉、佐藤直樹（日语：佐藤直樹）
- 製作代表：加藤博之、漆戸靖治（日语：漆戸靖治）、大野茂、小島和人、五十嵐一弘
- 製作者：池田哲也、保坂武孝、澤田初日、鶴田尚正
- 策劃：島田開、武井英彥、安永義郎、筒井城二、石田耕二
- 副製片：奧田誠治（日语：奧田誠治）、門屋大輔、藤巻直哉（日语：藤巻直哉）、高橋千尋、坂本龍彥
- 製作協助：IMAGICA、Amuse
- 製作：大映、日本電視台、博報堂、富士通、日本出版販賣

## 登場兵器
- 90式戰車
- 74式戰車
- 87式偵察警戒車
- 82式指揮通信車（日语：82式指揮通信車）
- 75式155毫米自走榴彈炮
- 87式自走高射炮
- 73型大型卡車（日语：73式大型トラック）
- 73型中型卡車（日语：73式中型トラック）
- 73型小型卡車（日语：73式小型トラック）
- 1/4t卡車（日语：三菱・ジープ）
- 偵察摩托車（日语：偵察用オートバイ）
- 化學防護車
- 除染車（日语：除染車）
- 1 1/2t救急車（日语：1トン半救急車）
- 救難消防車I型（日语：救難消防車）
- 10000公升油箱車（日语：10000リットル燃料タンク車）
- 牽引車（航空機用2t）
- 炸彈起重車
- 商務車1號（日语：業務車1号）
- 海霧號護衛艦（日语：うみぎり (護衛艦)）
- F-15J戰鬥機
- 三菱F-1戰鬥機
- AH-1超级眼镜蛇
- OH-6A 卡尤斯直升機
- UH-1直升機
- CH-47 契努克
- SH-60海鷹直升機
- 79式反載具飛彈
- 九頭蛇70航空火箭彈
- 豐和89式5.56毫米突擊步槍
- 美蓓亞P9手槍
- 1.5毫米信號槍（日语：21.5mm信号けん銃）
- 微光暗視眼鏡 JGVS-V3（日语：微光暗視眼鏡 JGVS-V3）

## 主題曲
「空」
- 演唱：Ulfuls（日语：ウルフルズ） / 作詞、作曲：鬆本敦（日语：トータス松本） 編曲：Ulfuls、太田要

## 發行
《卡美拉2 雷吉翁襲來》於1996年7月13日在日本上映，由東寶發行。2003年，ADV Films在美國直接以錄影帶形式發行了DVD。

## 外部連結
- 互联网电影数据库（IMDb）上《卡美拉2 雷吉翁襲來》的资料（英文）
- 爛番茄上《卡美拉2 雷吉翁襲來》的資料（英文）
- Gamera web archive (Japanese) at gamera.jp
- 卡美拉2 雷吉翁襲來在日本电影数据库的資料